# Draff Young
Draff Young, né le 1er avril 1942 dans le comté de Florence en Caroline du Sud et mort le 24 mars 2012 à Timmonsville en Caroline du Sud, est un ancien joueur et entraîneur américain de basket-ball. 